# لوتشيانو مانشيني
لوتشيانو مانشيني (بالإيطالية: Luciano Mancini)‏ (4 فبراير 1956 - ) هو لاعب كرة قدم إيطالي.